# Sacra corona unita

Apulia en el mapa de Italia.

La Sacra Corona Unita es una organización criminal mafiosa de la región de Apulia (en italiano: Puglia), en el sur de Italia. Conocida como la quarta mafia (la cuarta mafia), es la más joven de las organizaciones criminales italianas. Tiene conexiones con la Ndrangheta, la Camorra y la Cosa Nostra, y opera con el tráfico de drogas, el tráfico de armas, la trata de personas, el contrabando, la extorsión y el lavado de dinero.
La Sacra Corona Unita se compone de tres niveles jerárquicos diferentes. Los miembros ascienden de un nivel a otro por riti battesimali (ritual de bautismo). El simbolismo religioso es probable que le quede a la SCU como una reminiscencia de su pasado junto a la Camorra.
El nivel inferior, la Società Minore, se compone de miembros de bajo nivel que hacen el trabajo de calle. Los miembros empiezan como picciotti, gestionando el cobro del llamado 'pizzo' (pago mediante extorsión) y pasan por un periodo de en torno a los cuarenta días para garantizar que pueden llevarlo a cabo y que no tienen vínculos con la policía. El candidato también debe llevar a cabo un juramento de devoción a la Sacra corona unita. 
El segundo nivel, la Società Maggiore, se compone de dos subniveles o categorías. Lo Sgarro, que solo se concede a los miembros que han matado al menos a tres personas por la Sacra corona unita. El individuo puede ahora formar su propio equipo de picciotti, conocido como filiale. Tras el adoctrinamiento, al miembro se le da un arma de fuego, una píldora de cianuro, algodón (que representa el Monte Blanco, el cual se considera sagrado), un limón (simbólicamente para tratar las heridas de los camaradas), una aguja para pinchar el dedo índice de la mano derecha, pañuelos (que representan la pureza de espíritu) y un spartenza (un regalo de algún tipo, por lo general cigarrillos).
El último nivel y más alto en la jerarquía es la Segreta Società, el núcleo de la organización donde se toman las decisiones trascendentales y que deben seguir el resto de miembros.

## La investigación 'Sud Est'
Como resultado de la investigación 'Sud Est', llevada a cabo de 2020 a 2024 por los carabineros de la unidad de investigación del comando provincial de Lecce, a finales de enero de 2025 se adoptaron medidas cautelares contra 87 personas, lo que reveló la existencia de una comunidad delictiva de tipo mafioso en la provincia.
56 presuntos miembros de Sacra Corona Unita fueron encarcelados y 31 quedaron bajo arresto domiciliario. Se les acusó de vínculos con la mafia, tráfico de drogas y tenencia ilícita de armas de fuego.

## Etimología
El nombre de esta organización, fuertemente ligada a la religiosidad popular, se compone de tres palabras:
- Sacra (sagrada): porque cuando se afilia a un nuevo miembro de la organización, este es "bautizado" o "consagrado" como un sacramento religioso;
- Corona: debido a que en las procesiones religiosas se utiliza el rosario (o corona);
- Unita (unida): tal como son unidos y fuertes los eslabones de una cadena.

## Juramento
Los miembros de esta organización, al igual que en otras organizaciones criminales italianas, hacen un juramento de lealtad y fidelidad, inspirado en la religión y la pertenencia a una familia o un clan.

"Giuro su questa punta di pugnale bagnata di sangue, di essere fedele sempre a questo corpo di società di uomini liberi, attivi e affermativi appartenenti alla Sacra Corona Unita e di rappresentarne ovunque il fondatore, Giuseppe Rogoli."
Juramento de la Sacra Corona Unita